# Neomelicharia sparsa
Neomelicharia sparsa är en insektsart som först beskrevs av Fabricius 1803.  Neomelicharia sparsa ingår i släktet Neomelicharia och familjen Flatidae. Inga underarter finns listade i Catalogue of Life.